# Datorspelsåret 1975

## Händelser

### September
- Hösten (norra halvklotet) - Magnavox slutar tillverka den första varianten av Odyssey.[1]

## Spel släppta år1975
- Atari och Tele-Games (en avdelning v Sears, Roebuck and Company) släpper den första officiella hemversionen av Pong genom Sears varuhus.[2]
- Magnavox släpper två nya modeller av deras Odyssey-konsol: Odyssey 100 och Odyssey 200.[1]
- Horror Games bildas av Nolan Bushnell, och släpper sitt enda spel, Shark Jaws, tänkt att rida på popularitetsvågen med Steven Spielbergs film Hajen.[3]
- Midway släpper Gun Fight, det första mikroprocessor-baserade datorspelet och det första arkadspelet linceserat i Japan som släpps i USA.[4] Taito har utvecklar den ursprungliga japanska versionen av spelet Western Gun, med TTL-baserad hårdvara: Dave Nutting Associates portar spelet till Intel 8080-mikroprocessor för USA-släppet.[5]
- Don Daglow utvecklar Dungeon, ett tidigt datorrollspel, till PDP-10.[6]
- William Crowther utvecklar Adventure (även släppt som Colossal Cave och Advent), det första spelet inom interaktiv fiktion, till PDP-10.[7]

### Arkadspel
- Midway Games lanserar Gun Fight, det första mikroprocessorbaserade videospelet och det första arkadspelet licenserat från Japan för lansering i USA.
- Atari släpper sitt första spel med cockpitkabin Hi-way.

## Födda
- 12 februari - Cliff Bleszinski, amerikansk spelutvecklare.
- 28 augusti - Jade Raymond, kanadensisk datorspelsproducent.

### Fotnoter
1. 1 2  Winter, David (2006). ”Magnavox Odyssey, the first home video game console”. pong-story.com. http://www.pong-story.com/odyssey.htm. Läst 17 februari 2006.
2. ↑  KCTS-TV. ”History of Gaming / Interactive Timeline of Game History”. http://www.pbs.org/kcts/videogamerevolution/history/timeline_flash.html. Läst 17 februari 2006.
3. ↑  Thomas, Donald A. Jr. (2005). ”–1975–”. Arkiverad från originalet den 18 februari 2003. https://web.archive.org/web/20030218175851/http://www.icwhen.com/book/the_1970s/1975.shtml. Läst 17 februari 2006.
4. ↑  Bousiges, Alexis (2005). ”Gun Fight”. http://www.arcade-history.com/index.php?page=detail&id=1040. Läst 17 februari 2006.
5. ↑  ”Western Gun”. Emulation Status. Arkiverad från originalet den 23 januari 2015. https://web.archive.org/web/20150123095723/http://emustatus.rainemu.com/games/westerngun.htm. Läst 19 februari 2006.
6. ↑  Maragos, Nich (2004). ”Talking: Don Daglow”. Arkiverad från originalet den 13 oktober 2004. https://web.archive.org/web/20041013061213/http://www.1up.com/do/feature?cId=3133666&did=1. Läst 17 februari 2006.
7. ↑  Adams, Rick. ”A history of 'Adventure'”. http://www.rickadams.org/adventure/a_history.html. Läst 17 februari 2006.